# Varianta 18

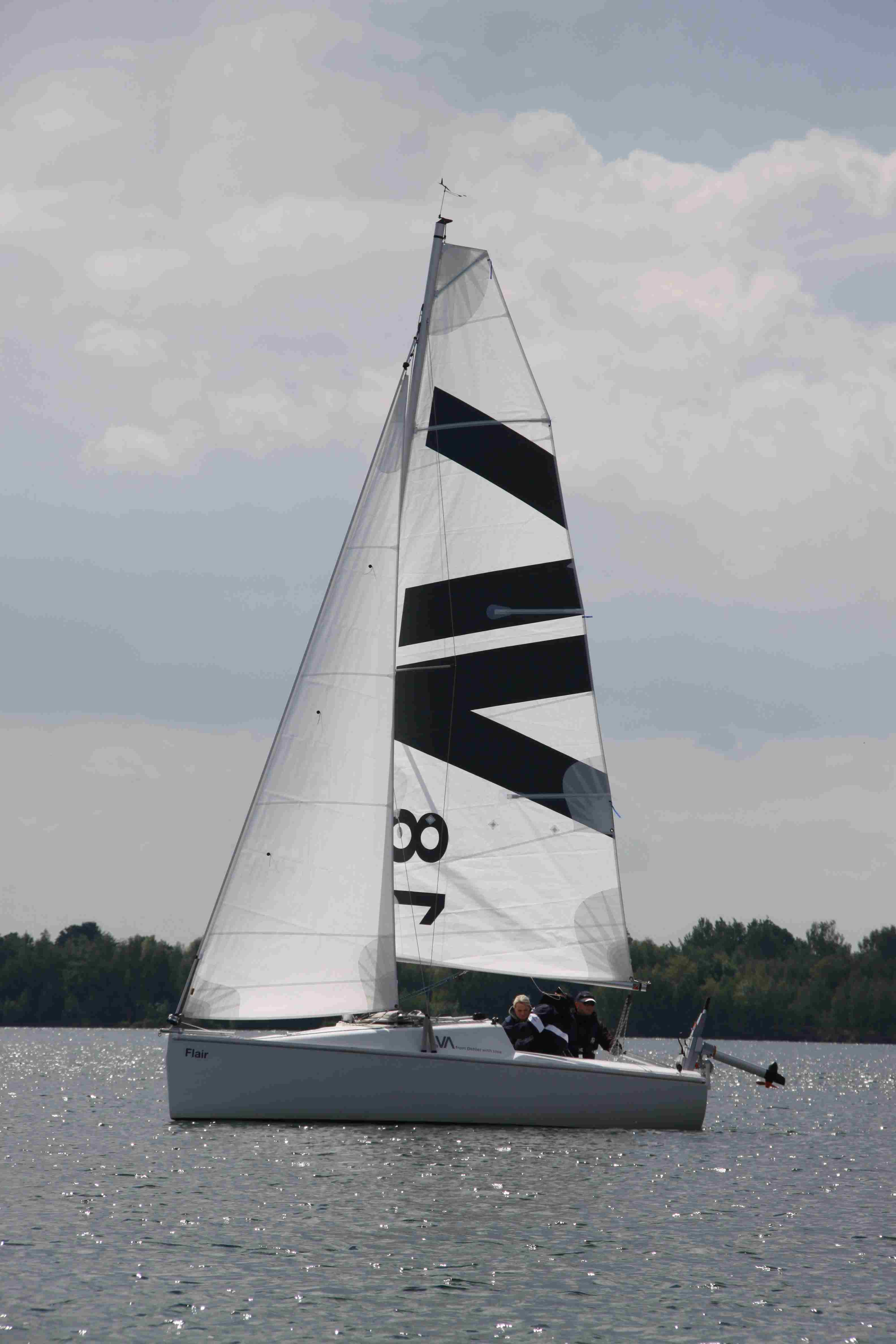
Varianta 18 auf dem Cospudener See

Die Varianta 18 ist ein Segelboot, entwickelt von der Firma Dehler (heute HanseYachts AG). Seit 2020 wird es von Zanon Nautic in Seebrugg produziert.

## Geschichte
Es wurde im November 2009 als neues Einsteigermodell und als kleinstes Boot der Großserienwerft vorgestellt. Das Schiff – entworfen von  Judel/Vrolijk und mit der Innenraumgestaltung der Designerin Henrike Gänß – entstand aus der Überarbeitung der Dehler 18 Rotkäppchen dar.

## Technische Ausstattung
Das Boot mit T-Kiel aus Gusseisen mit extrem tiefliegendem Schwerpunkt wurde am Stammsitz des ursprünglichen Unternehmens Dehler am damaligen Standort in Meschede-Freienohl gebaut. Der Verkauf erfolgt hauptsächlich über das Internet. Neben der Version mit 1,15 m Tiefgang gibt es eine Ausführung mit 0,80 m Flachkiel. Dieser Kiel hat ein Mehrgewicht von 60 kg.
Dehler hatte erfolglos versucht, die Varianta-Klassenvereinigung davon zu überzeugen, die neue Varianta 18 als Nachfolger der Varianta 65 anzuerkennen. Dies wurde abgelehnt; vor allem, da es sich um die Rumpfform des Rotkäppchen und dazu nicht um einen Kielschwerter handelt. Mittlerweile gibt es Bestrebungen, eine eigene Klassenvereinigung für die Varianta 18 zu begründen.

## Produktionseinstellung
Da sich die Produktionsabläufe der Varianta 18 nicht in diejenigen der größeren Varianta-Modelle eingliedern lassen, hat die Geschäftsleitung der HanseYachts AG 2014 die Einstellung der Produktion bekanntgegeben. Das letzte produzierte Modell der Varianta 18 trug die Baunummer 299 versehen. Ein Ersatzmodell für die Varianta 18 war nicht geplant.
Die letzten 22 Schiffe wurden bis Oktober 2014 von der Firma FSA Segelsport (Mardorf am Steinhuder Meer) erworben, die diese mit zum Teil selbst entwickeltem Zubehör ausstattete. Danach erwarb ein Varianta-Händler aus Leipzig die Formen und ließ Boote in Estland bauen. Nach seinem Tod wurden die Formen 2020 an Zanon Nautic in Seebrugg am Schluchsee verkauft. Dort wird das Boot wieder angeboten.